# Angaraes
Angaraes is een provincie in de regio Huancavelica in Peru. De provincie heeft een oppervlakte van 1.959 km² en heeft 63.255 inwoners (2015). De hoofdplaats van de provincie is het district Lircay.

## Bestuurlijke indeling
De provincie Angaraes is verdeeld in twaalf districten, UBIGEO tussen haakjes:
- (090302) Anchonga
- (090303) Callanmarca
- (090304) Ccochaccasa
- (090305) Chincho
- (090306) Congalla
- (090307) Huanca-Huanca
- (090308) Huayllay Grande
- (090309) Julcamarca
- (090301) Lircay, hoofdplaats van de provincie
- (090310) San Antonio de Antaparco
- (090311) Santo Tomás de Pata
- (090312) Secclla

Acobamba · Angaraes · Castrovirreyna · Churcampa · Huancavelica · Huaytará · Tayacaja